# Юнацька збірна Англії з футболу (U-16)
Юнацька збірна Англії з футболу (U-16) — національна футбольна збірна Англії, що складається із гравців віком до 16 років. Керівництво командою здійснює Футбольна асоціація. Збірна може брати участь у товариських і регіональних змаганнях.
Формує найближчий кадровий резерв для основної юнацької збірної, команди до 17 років, яка може кваліфікуватися на Юнацький чемпіонат Європи з футболу (U-17). До зміни формату юнацьких чемпіонатів Європи у 2001 році саме команда 16-річних функціонувала як одна з основних юнацьких збірних і була учасником відповідної континентальної юнацької першості з футболу, а до 1991 року — боролося за право участі у чемпіонаті світу U-16.

## Виступи на міжнародних змаганнях

### Чемпіонати світу U-16
| Рік   | Раунд              | І                  | В                  | Н                  | П                  | Г+                 | Г-                 |
| ----- | ------------------ | ------------------ | ------------------ | ------------------ | ------------------ | ------------------ | ------------------ |
| 1985  | не кваліфікувалася | не кваліфікувалася | не кваліфікувалася | не кваліфікувалася | не кваліфікувалася | не кваліфікувалася | не кваліфікувалася |
| 1987  | не кваліфікувалася | не кваліфікувалася | не кваліфікувалася | не кваліфікувалася | не кваліфікувалася | не кваліфікувалася | не кваліфікувалася |
| 1989  | не кваліфікувалася | не кваліфікувалася | не кваліфікувалася | не кваліфікувалася | не кваліфікувалася | не кваліфікувалася | не кваліфікувалася |
| Разом | -                  | 0/3                | -                  | -                  | -                  | -                  | -                  |

### Чемпіонати Європи U-16
| 1982  | не брала участі    | не брала участі    | не брала участі    | не брала участі    | не брала участі    | не брала участі    | не брала участі    | не брала участі    | -                                              | -                                              | -                                              | -                                              | -                                              | -                                              |
| 1984  | Бронза             | 3-є                | 4                  | 2                  | 1                  | 1                  | 6                  | 3                  | 4                                              | 4                                              | 0                                              | 0                                              | 13                                             | 2                                              |
| 1985  | не брала участі    | не брала участі    | не брала участі    | не брала участі    | не брала участі    | не брала участі    | не брала участі    | не брала участі    | -                                              | -                                              | -                                              | -                                              | -                                              | -                                              |
| 1986  | не брала участі    | не брала участі    | не брала участі    | не брала участі    | не брала участі    | не брала участі    | не брала участі    | не брала участі    | -                                              | -                                              | -                                              | -                                              | -                                              | -                                              |
| 1987  | не брала участі    | не брала участі    | не брала участі    | не брала участі    | не брала участі    | не брала участі    | не брала участі    | не брала участі    | -                                              | -                                              | -                                              | -                                              | -                                              | -                                              |
| 1988  | не брала участі    | не брала участі    | не брала участі    | не брала участі    | не брала участі    | не брала участі    | не брала участі    | не брала участі    | -                                              | -                                              | -                                              | -                                              | -                                              | -                                              |
| 1989  | не брала участі    | не брала участі    | не брала участі    | не брала участі    | не брала участі    | не брала участі    | не брала участі    | не брала участі    | -                                              | -                                              | -                                              | -                                              | -                                              | -                                              |
| 1990  | не брала участі    | не брала участі    | не брала участі    | не брала участі    | не брала участі    | не брала участі    | не брала участі    | не брала участі    | -                                              | -                                              | -                                              | -                                              | -                                              | -                                              |
| 1991  | не брала участі    | не брала участі    | не брала участі    | не брала участі    | не брала участі    | не брала участі    | не брала участі    | не брала участі    | -                                              | -                                              | -                                              | -                                              | -                                              | -                                              |
| 1992  | не брала участі    | не брала участі    | не брала участі    | не брала участі    | не брала участі    | не брала участі    | не брала участі    | не брала участі    | -                                              | -                                              | -                                              | -                                              | -                                              | -                                              |
| 1993  | груповий етап      |                    | 3                  | 1                  | 1                  | 1                  | 2                  | 3                  | 4                                              | 3                                              | 1                                              | 0                                              | 12                                             | 2                                              |
| 1994  | чвертьфінал        | 5-8                | 4                  | 2                  | 2                  | 0                  | 6                  | 4                  | 4                                              | 2                                              | 2                                              | 0                                              | 4                                              | 1                                              |
| 1995  | чвертьфінал        | 5-8                | 4                  | 2                  | 1                  | 1                  | 6                  | 4                  | 2                                              | 2                                              | 0                                              | 0                                              | 7                                              | 2                                              |
| 1996  | чвертьфінал        | 5-8                | 4                  | 2                  | 0                  | 2                  | 5                  | 4                  | 2                                              | 2                                              | 0                                              | 0                                              | 6                                              | 0                                              |
| 1997  | не кваліфікувалася | не кваліфікувалася | не кваліфікувалася | не кваліфікувалася | не кваліфікувалася | не кваліфікувалася | не кваліфікувалася | не кваліфікувалася | 2                                              | 0                                              | 1                                              | 1                                              | 3                                              | 7                                              |
| 1998  | не кваліфікувалася | не кваліфікувалася | не кваліфікувалася | не кваліфікувалася | не кваліфікувалася | не кваліфікувалася | не кваліфікувалася | не кваліфікувалася | 3                                              | 1                                              | 2                                              | 0                                              | 4                                              | 2                                              |
| 1999  | чвертьфінал        | 5-8                | 4                  | 2                  | 2                  | 0                  | 6                  | 3                  | 4                                              | 2                                              | 2                                              | 0                                              | 4                                              | 1                                              |
| 2000  | груповий етап      |                    | 3                  | 0                  | 0                  | 3                  | 4                  | 7                  | 2                                              | 2                                              | 0                                              | 0                                              | 9                                              | 0                                              |
| 2001  | півфінал           | 4-е                | 6                  | 2                  | 1                  | 3                  | 6                  | 12                 | кваліфікувалася як господар фінального турніру | кваліфікувалася як господар фінального турніру | кваліфікувалася як господар фінального турніру | кваліфікувалася як господар фінального турніру | кваліфікувалася як господар фінального турніру | кваліфікувалася як господар фінального турніру |
| Разом | третє місце        | 8/19               | 32                 | 13                 | 8                  | 11                 | 41                 | 40                 | 25                                             | 18                                             | 8                                              | 1                                              | 62                                             | 17                                             |